# Anshuman Jha
Anshuman Jha es un actor indio conocido por su trabajo en películas y teatro hindi. Ganó reconocimiento por su papel en Love Sex Aur Dhokha, y fue destacado por Rediff como uno de los "Diez mejores actores de Bollywood de 2010". Ha aparecido en diversas películas como Yeh Hai Bakrapur (2014), X: Past Is Present (2015), Chauranga (2016), Mona Darling (2017), Angrezi Mein Kehte Hain (2018) y No Fathers In Kashmir (2019). Su serie web de 2020, Mastram, ha acumulado más de mil millones de visitas en MX Player. Además, interpretó el papel principal en la película Hum Bhi Akele Tum Bhi Akele (2021). Su actuación más reciente en el thriller de acción Lakadbaggha (2023) ha sido elogiada por la crítica, y le valió el premio al mejor actor en el festival internacional de cine del sur de Asia presentado por HBO.
Comenzó su carrera como productor con su película Mona Darling bajo su marca First Ray Films. Sus estudios los realizó en la Escuela Internacional Manava Bharati India, Nueva Delhi, y se graduó en economía en el St. Xavier's College, Mumbai. Además, posee un diploma en actuación de la Escuela de Actuación Imago de Barry John. En el ámbito publicitario, fue reconocido como el "Rostro publicitario del año 2011" por Storyboard de CNBC-TV18. También desempeñó el papel principal de "Bhola" en el famoso musical de Bollywood Jhumroo, en el Kingdom of Dreams en Gurgaon, desde febrero de 2016 hasta marzo de 2017.

## Carrera
Comenzó su trayectoria teatral a los 13 años, cuando viajó desde Delhi a Mumbai para participar en talleres de actuación de verano en el Teatro Prithvi. Hizo su debut como actor profesional en el teatro a los 15 años, actuando en obras infantiles como "Jhagrapoor" y "Lalchi" en el Teatro Prithvi. A los 17 años, completó el Curso de Diploma de Actuación de la Academia Barry John, convirtiéndose en el estudiante más joven en graduarse en ese momento. Fue seleccionado por Barry John para su obra "Its All About Money Honey" en 2002. Jha se trasladó a Mumbai a los 18 años y se graduó en St. Xavier's College. Durante ese tiempo, participó en una variedad de obras de teatro experimentales y convencionales bajo la dirección de Quasar Padamsee, Joy Fernandes y Jaimini Pathak. También colaboró con Subhash Ghai durante tres años, actuando y dirigiendo obras de teatro como "Mr. Kolpert". Su obra original "Dirty Talk" fue dirigida por Nayantara Roy y representó a la India en el Festival de Teatro Contact-World en 2010 en Manchester, Reino Unido. Su proyecto más reciente es la adaptación del clásico de Ramu Ramanathan "El niño que dejó de sonreír", en la que interpreta al personaje principal.
Anshuman Jha hizo su debut cinematográfico como protagonista en "Love Sex Aur Dhokha", una película producida por Ekta Kapoor y dirigida por Dibakar Banerjee. Ha participado en campañas publicitarias selectas de alto perfil para marcas como Red Label y Pepsi. También respaldó Tata Sky desde 2011 hasta 2012, siendo parte de la campaña "Poochne mein kya jaata hain". Su segundo proyecto cinematográfico fue "Kismat Love Paisa Dilli" (KLPD) en 2012, aunque la película no tuvo éxito, su actuación como Nunna fue elogiada por Filmfare como lo más destacado de la película.
En 2013, protagonizó "Boyss Toh Boyss Hain", interpretando al personaje principal de Sardar junto a Rajkumar Rao y Manu Rishi. Luego, apareció en la película "Yeh Hai Bakrapur", que se estrenó el 9 de mayo del mismo año.
La reciente película de Jha, Hum Bhi Akele Tum Bhi Akele se estrenó el 9 de mayo de 2021. Jha interpreta el papel principal junto a Zareen Khan. La trama gira en torno a una historia de amor única entre dos personas homosexuales. También participó en la serie web de MX Player llamada "Mastram", que se lanzó en abril de 2020.

## Vida personal
En julio de 2020, Anshuman se comprometió con su novia estadounidense Sierra. Luego, se casaron en octubre de 2022 en Yadkinville, Carolina del Norte.

## Filmografía

### Actor
| Año  | Películas                                          | Papel                | Notas              | Ref.          |
| ---- | -------------------------------------------------- | -------------------- | ------------------ | ------------- |
| 2010 | Love Sex Aur Dhokha                                | Rahul                |                    | [ 20 ]        |
| 2012 | Kismat Love Paisa Dilli                            | Nunna                |                    | [ 21 ] [ 22 ] |
| 2013 | Boyss Toh Boyss Hain                               | Karan Pal Singh      |                    | [ 23 ] [ 24 ] |
| 2014 | Yeh Hai Bakrapur                                   | Jaffar               |                    | [ 25 ]        |
| 2014 | Fugly                                              | Cheeni               | Aparición especial |               |
| 2015 | [./file:///X:/_Past_Is_Present X: Past Is Present] | K                    |                    | [ 26 ]        |
| 2016 | Chauranga                                          | Raghu                |                    | [ 27 ]        |
| 2017 | Mona Darling                                       | Wiki                 |                    | [ 28 ]        |
| 2017 | Pagla Ghoda                                        | Himadri              |                    | [ 29 ]        |
| 2018 | Pari                                               | Student              | Aparición especial |               |
| 2018 | Angrezi Mein Kehte Hain                            | Jugnoo               |                    |               |
| 2018 | Babbar Ka Tabbar                                   | Jamia                |                    |               |
| 2019 | No Fathers in Kashmir                              | Army Major           |                    |               |
| 2020 | Mastram                                            | Rajaram              |                    |               |
| 2021 | Hum Bhi Akele Tum Bhi Akele                        | Veer Pratap Randhawa |                    | [ 30 ]        |
| 2023 | Lakadbaggha                                        | Arjun Bakshi         | También productor  | [ 31 ]        |

### Dirección
| Año  | Película           | Notas                           | Director            |
| ---- | ------------------ | ------------------------------- | ------------------- |
| 2007 | Blanco negro       | Subdirector jefe                | Tablak Subhash Ghai |
| 2008 | Invitados de pago  | Subdirector jefe                | Pintor Paritosh     |
| 2009 | Peter Gaya Kaam Se | Director asociado               | Juan Owen           |
| 2014 | Kaanchi            | Asistente de dirección creativa | Subhash Ghai        |